# Protein

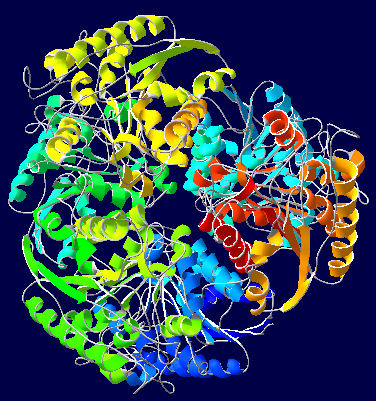
Proteinet Arginas från Bacillus Caldovelox.

Proteiner, tidigare ofta äggviteämnen, är organiska ämnen med relativt hög molekylvikt. Tillsammans med kolhydrater, lipider och nukleinsyror utgör proteinerna huvudbeståndsdelen i allt levande. Kemiskt består proteinerna av långa kedjor av aminosyror ihopbundna genom peptidbindningar. Om kedjan består av färre än 50 aminosyror använder man oftast benämningen peptid eller peptidkedja istället för protein. Det finns exempel på proteiner med upp till 27 000 aminosyror. Proteiner och deras beståndsdelar studeras i den del av biokemin som kallas proteinkemi. 
De flesta proteiner innehåller även andra beståndsdelar än aminosyresekvenser. De flesta är mer eller mindre glykosylerade, det vill säga de har genomgått en (av flera typer av) posttranslationell modifiering där längre eller kortare kedjor av kolhydrat bundit kovalent till proteinet. Dessa kallas för glykoproteiner. En grupp proteiner som innehåller mycket stora mängder kolhydrat är proteoglykaner.
Proteiner kan även binda andra typer av molekyler till sig, som behövs för att proteinet ska kunna utföra sin uppgift. I de fall då proteinet även innehåller delar som inte är protein, till exempel i hemoglobin som även innehåller en organisk molekyl kallad hemgrupp, benämnes den egentliga proteindelen apoprotein. Andra proteiner kan binda väsentliga beståndsdelar mer eller mindre löst till sig, och kallas då konjugerade proteiner. De benämns i allmänhet efter vad proteinet bundit, till exempel metalloproteiner, fosfoproteiner och lipoproteiner. 
Proteinernas betydelse för de levande organismerna beror framförallt på deras komplexa och varierande tredimensionella form och därmed varierande funktion. Proteiner förekommer i praktiskt taget alla cellens olika maskinerier och processer. 
Namnet protein användes första gången av den svenske kemisten Jöns Jakob Berzelius i ett brev till dennes holländska kollega Gerardus Johannes Mulder.

## Form och struktur

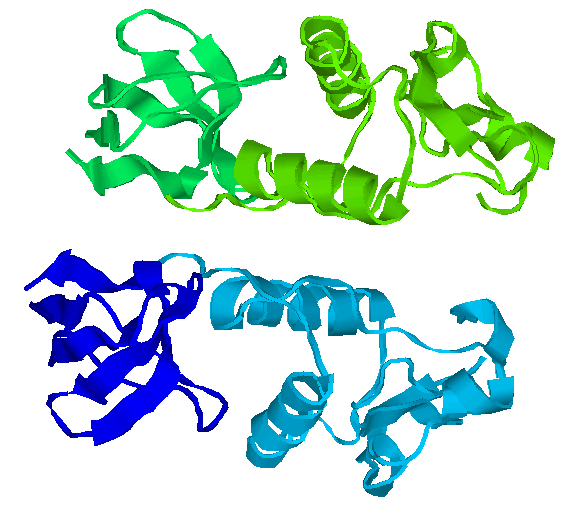
Exempel på två proteiner sammansatta i en kvartärstruktur.

Proteiner är makromolekyler bestående av aminosyror i långa kedjor. 
Den ena aminosyrans amingrupp binds till den andras karboxylgrupp med en peptidbindning. Två hopbundna aminosyror kallas för dipeptid. Tre stycken heter tripeptid och en kedja med upp till 50 aminosyror brukar kallas polypeptid, medan längre kallas proteiner eller polypeptid. Gränsen på 50 aminosyror är tämligen godtycklig och kommer sig av att insulin, som brukar betraktas som det minsta proteinet, består av 51 aminosyror. 
Det finns hundratals olika aminosyror, men endast 20 stycken förekommer i de levande cellernas proteiner. Detta hänger samman med att proteinernas struktur bestäms av sekvenser av DNA som enligt den genetiska koden anger vilka aminosyror som ska användas vid tillverkningen av proteinerna. mRNA transporteras ut i ribosomerna som sitter på endoplasmatiska nätverket (som står i förbindelse med cellkärnans membran), där translationen från RNA till protein sker. Proteinet finns efter translationen lokaliserat i den geléaktiga cytosolen. 
Att proteiner kan ha så många varierande funktioner beror på deras komplexa och varierande form.
De flesta proteiner är mer eller mindre runda och kallas globulära medan andra, till exempel hudens och skelettets kollagen, är fibrösa och bildar långa fibrer.
Strukturen beskrivs ofta i fyra nivåer, där strukturer på lägre nivå ingår som byggstenar i strukturer på högre nivå: 
1. Primärstruktur (den ordning aminosyrorna kommer i)
2. Sekundärstruktur (vanliga repetitiva strukturer, som alfahelix och betaflak)
3. Tertiärstruktur (ett helt protein, som kan innehålla flera olika domäner av samma protein som är geometriskt åtskiljda med olika uppgifter)
4. Kvartärstruktur (två eller flera protein som sitter ihop)

Vissa proteiner innehåller även andra beståndsdelar än aminosyresekvenser. Dessa proteiner kallas konjugerande proteiner och indelas vanligen efter typen av annan beståndsdel, till exempel metall-, fosfo-, glyko-, nukleo- och lipoproteiner.

## Funktioner
Proteinerna har en mängd viktiga och nödvändiga funktioner och grupperas ofta efter dessa. Proteinet hemoglobin finns i alla våra röda blodkroppar och inuti hemoglobinet sitter järn. Järn kan binda sig med syre vilket gör att vi kan transportera runt syret i våra kroppar.

### Enzymer

DNA-replikation är en av de många reaktioner i kroppen som till stor del styrs av enzymer.

Den mest välkända rollen hos proteiner i celler är som enzymer, vilka katalyserar kemiska reaktioner. Enzymer är vanligtvis väldigt specialiserade och skyndar endast på en eller ett fåtal kemiska reaktioner. Enzymer startar de flesta av reaktionerna involverade i exempelvis metabolism och även vad gäller DNA-processer som replikation, reparation och transkription. Vissa enzymer agerar på andra protein genom att lägga till, eller ta bort, kemiska grupper i en process som kallas posttranslationell modifiering. Cirka 4 000 reaktioner vet man med säkerhet katalyseras genom enzymer. Den accelerationsgrad som enzymerna katalyserar är ofta enorm - upp till 1017-faldigt den okatalyserade reaktionen hos orotat dekarboxylas (78 miljoner år utan enzymet, 18 millisekunder med enzymet).
De molekyler som binder till den aktiva ytan i ett enzym kallas substrat. Även om enzym kan bestå av hundratals aminosyror, så är det bara en liten del av dessa som är i kontakt med substratet och en ännu mindre del - genomsnittligen 3-4 aminosyror - som är direkt involverade i katalyseringen.

### Reglerande proteiner
Många hormoner och andra signalmolekyler såsom inflammatoriska cytokiner är proteiner. Andra exempel är de proteiner som reglerar översättningen av DNA-sekvenser till RNA-sekvenser vid tillverkningen av proteiner i den så kallade proteinsyntesen.

### Förrådsproteiner
Det finns proteiner som kan lagra ämnen och frigöra dem vid behov. Till exempel myoglobin som lagrar syre i muskelceller och gluten som lagrar kväve i vetekornet.

### Transportproteiner
En del proteiner kan transportera ämnen; uppta ämne på en plats, förflytta sig och frigöra ämnet. I blod finns hemoglobin som transporterar syre, och många andra ämnen som antingen är för hydrofobiska för att kunna färdas lösta i blodet eller, liksom syret, för farligt att ha löst om det inte var bundet till något. Exempel är albumin som transporterar fettsyror och prealbumin som transporterar tyroxin(T4) och trijodtyronin (T3).
Det finns flera typer av transportprotein som har olika strukturer. Den vanligaste formen som membrantransportprotein har är a-helix, som enskilda eller flera stycken som skapar porer i membranet. Flera b-sheets kan dessutom skapa så kallade b-barrels genom membran. 
Transportprotein som sitter i E.R. kallas "porin".

### Strukturproteiner
Vissa proteiners främsta funktion är att ge en vävnad struktur och stadga. Som exempel kan man ta keratin som finns i horn, hud, fjädrar och naglar, elastin som finns i hud och artärväggar, och kollagen som förutom bindväv även är en viktig komponent i skelett.

### Försvarsproteiner
En stor del av immunförsvaret, såsom antikropparna, och delar av cellens membran som fungerar som receptorer för olika substanser, består av proteiner.

### Motorproteiner
Ett motorprotein är ett protein som kan röra sig över en yta. Motorproteinet myosin bygger tillsammans med aktin upp våra muskler och gör att dessa kan dras samman. Dynein förflyttar kromosomerna under celldelningen och flyttar också cellens organeller. Dynein finns även i cellens cilier och flageller och gör att dessa kan röra på sig. Det är därmed avgörande för exempelvis spermiernas rörlighet.

## Proteiner som näringsämnen
Eftersom proteiner är kroppens byggstenar är det viktigt att man får i sig en mängd varje dag. Enligt Livsmedelsverket bör 10-20 % av dagsbehovet av kalorier komma från protein, däremot bör proteinintaget per dag ligga på 1,5-2 g per kilo/kroppsvikt. Livsmedel baserade på kött, mjölk och ägg står i dag för en betydade del av proteinintaget. Det finns dock inga hinder att uppnå ett fullgott proteinintag även med en helt vegetabilisk (vegansk) kost. Exempel på vegetariska livsmedel med hög proteinhalt är baljväxter, spannmålsprodukter, nötter och fröer.
Ett fullvärdigt protein innehåller alla essentiella aminosyror i tillräckligt stor mängd. Behovet av olika aminosyror varierar med ålder, där till exempel spädbarn har högre krav på proteinkvalitet än vad som gäller för fullvuxna. Exempel på animaliska källor är kött, mjölk, ägg, och exempel på vegetabiliska källor är sojabönor, bovete, quinoa.  Det är dock inte nödvändigt att äta livsmedel som i sig själv innehåller alla essentiella aminosyror. Helt vegetabilisk kost kan även den, vid rätt sammansättning, ge tillräckligt av alla essentiella aminosyror eftersom livsmedel med olika aminosyror kompletterar varandra. Det är inte nödvändigt att äta kompletterande proteinkällor vid en och samma måltid.
Protein är kroppens grundsten för att kunna bygga muskler, vilket gör proteinrik mat eftertraktat bland fysiskt aktiva och professionella idrottare. Behovet för idrottare kan variera mellan 1,2 och 2,0 gram av fullvärdigt protein per kg kroppsvikt beroende på typ av idrott.

### Upptag
Sönderdelningen av proteinerna startar i magsäcken och fortsätter i tolvfingertarmen med hjälp av sekret från bukspottskörteln.